# 김해 원명사 석씨원류
김해 원명사 석씨원류(金海 圓明寺 釋氏源流)는 대한민국 경상남도 김해시 대동면 초정리, 원명사에 있는 조선시대의 책이다. 2011년 9월 8일 경상남도의 문화재자료 제539호로 지정되었다.

## 지정 사유
1673 불암사 판본과 같은 체제를 가지고 있는 책으로 섬세한 각화(刻畵)의 솜씨, 약간 행서를 가미한 서각도 우수하여 서지학적 가치가 있으므로 경상남도 문화재자료로 지정하여 보존․관리하고자 함.

## 같이 보기
- 남양주 불암사 경판 - 경기도 유형문화재 제53호
- 고창 선운사 석씨원류 - 전라북도 유형문화재 제14호

## 참고 문헌
- 김해 원명사 석씨원류 - 국가유산청 국가유산포털